# BC Uralmash Yekaterinburg
El BC Uralmash Yekaterinburg (en ruso: Уралмаш Екатеринбург) es un equipo de baloncesto ruso con sede en Ekaterimburgo. El equipo juega en la VTB United League. Disputa sus partidos como local en el Palace of Sporting Games "Uralochka", con capacidad para 5000 espectadores.

## Historia
Establecido en 1960, el equipo tiene una historia que se remonta a la década de 1940. Antes del cambio de nombre de la ciudad, el equipo se conocía como Uralmash Sverdlovsk.
Serguéi Belov, miembro del Salón de la Fama de la FIBA, jugó para Uralmash en la década de 1960, al igual que varios otros miembros del equipo nacional de la Unión Soviética a lo largo de los años, tales como Nikolai Kraev, Lev Reshetnikov, Aleksandr Kandel, Viacheslav Novikov, Ivan Dvorny, Anatoly Myshkin, and Stanislav Yeryomin.
Después de ganar el campeonato de la Superliga 3 en 2016-17, ascendió a la Superliga 2 para la temporada 2017-18, donde terminaron terceros. Fueron ascendidos a la Superliga 1 para la temporada 2018-19. El equipo terminó segundo en la Superliga 1 en 2020-21 y luego ganó campeonatos consecutivos en 2021-22 y 2022-23. Evgeniy Pashutin fue el entrenador del equipo durante la temporada 2021-22.
En mayo de 2023 ascendió a la VTB United League.

## Palmarés
- Superliga 3
  - Campeón: 2017
- Superliga 1
  - Campeón: 2022, 2023
  - Subcampeón:2002, 2021